# Texopich
Texopich är en ort i Mexiko.   Den ligger i kommunen Tepehuacán de Guerrero och delstaten Hidalgo, i den sydöstra delen av landet, 200 km norr om huvudstaden Mexico City. Texopich ligger 608 meter över havet och antalet invånare är 258.
Terrängen runt Texopich är kuperad. Runt Texopich är det ganska tätbefolkat, med 56 invånare per kvadratkilometer. Närmaste större samhälle är Tamazunchale, 12,8 km norr om Texopich. I omgivningarna runt Texopich växer huvudsakligen savannskog.